# Nikolaos Andrikopoulos
Nikolaos „Nikos“ Andrikopoulos (griechisch Νικόλαος «Νίκος» Ανδρικόπουλος, * 17. März 1997 in Athen) ist ein griechischer Leichtathlet, der sich auf den Dreisprung spezialisiert hat. 2023 gewann er bei den Halleneuropameisterschaften die Silbermedaille.

## Sportliche Laufbahn
Erste internationale Erfahrungen sammelte Nikolaos Andrikopoulos im Jahr 2016, als er bei den U20-Weltmeisterschaften in Bydgoszcz ohne einen gültigen Versuch in der Qualifikation ausschied. 2019 schied er bei den U23-Europameisterschaften im schwedischen Gävle mit 15,63 m ebenfalls in der Vorrunde aus. 2021 gewann er bei den Balkan-Hallenmeisterschaften in Istanbul mit 16,39 m die Silbermedaille und schied kurz darauf bei den Halleneuropameisterschaften in Toruń mit 15,61 m in der Qualifikation aus. Ende Juni siegte er bei den Balkan-Meisterschaften in Smederevo mit neuer Bestleistung von 16,73 m und im Jahr darauf gewann er bei den Balkan-Hallenmeisterschaften in Istanbul mit 16,16 m die Silbermedaille hinter dem Armenier Lewon Aghasjan und wurde anschließend bei den Hallenweltmeisterschaften in Belgrad mit 16,05 m Zwölfter. Im Juni siegte er mit 16,29 m bei den Balkan-Meisterschaften in Craiova und schied dann bei den Europameisterschaften in München mit 15,39 m in der Qualifikationsrunde aus.
2023 gewann er bei den Halleneuropameisterschaften in Istanbul mit 16,58 m die Silbermedaille hinter dem Portugiesen Pedro Pablo Pichardo. Im August startete er bei den Weltmeisterschaften in Budapest und schied dort mit 15,77 m in der Qualifikationsrunde aus. Im Jahr darauf gewann er bei den Balkan-Hallenmeisterschaften in Istanbul mit 16,25 m die Bronzemedaille hinter dem Türken Can Özüpek und Lewon Aghasjan aus Armenien und 2025 belegte er bei den Balkan-Hallenmeisterschaften in Belgrad mit 15,74 m den achten Platz. Im Juli gewann er bei den Balkan-Meisterschaften in Volos mit 16,21 m die Silbermedaille hinter dem Rumänen Răzvan Grecu.
In den Jahren 2021 und 2025 wurde Andrikopoulos griechischer Meister im Dreisprung.